# Krušenie ėmirata
Krušenie ėmirata (Крушение эмирата) è un film del 1955 diretto da Vladimir Pavlovič Basov e Latif Fajziev.